# Leirgerður
 (janvier 2018).
Leirgerður est une source chaude apparue le 29 mai 2008, au nord-est de Hveragerði, à la suite d'un séisme de magnitude 6,2 (en) sur l'échelle de Richter.
Cette zone, dont le nom signifie « Gerður la boueuse » a été nommée en juillet 2008 à la suite d'un concours organisé par l'Université d'agriculture d'Islande (is). Associée au système volcanique du Hengill, on trouve à côté de Leirgerður d'autres sources chaudes : Skjálfti, une grande source chaude, une mare de boue rougeâtre nommée Reykjamóri et une autre source d'eau bouillante nommée Hrifla.
Cette source est caractérisée par les couleurs intenses qu'on y trouve côte à côte : l'eau d'un bassin est ocre alors que celle du deuxième est noire.